# سباق الزمن للفرق في بطولة العالم لسباق الدراجات على الطريق 2017
سباق الزمن للفرق في بطولة العالم لسباق الدراجات على الطريق 2017 (بالإنجليزية: 2017 UCI Road World Championships – Men's team time trial)‏ هو سباق دراجات هوائية، وهو الموسم رقم 6 من السباق، وأقيم في 17 سبتمبر 2017، وامتدّ لمسافة 42.5 كيلومتر، وهو أحد سباقات بطولة العالم لسباق الدراجات على الطريق 2017.
فاز فيه بالمركز الأول سنويب 2017 ‏، وبالمركز الثاني بي إم سي راسينغ 2017 ‏، وبالمركز الثالث سكاي 2017.

## الفرق
| فرق عالمية (11)- Astana - BMC Racing Team - Bora-Hansgrohe - Katusha-Alpecin - Lotto NL-Jumbo - Movistar Team - Orica-Scott - Quick-Step Floors - سكاي - سنويب - Trek-Segafredo فريق قاري محترف- CCC Development Team ‏ فرق قارية (5)- Team FixIT.no ‏ - Joker Fuel of Norway ‏ - MG.K vis Colors for Peace ‏ - Team Sparebanken Sør ‏ - أونو-إكس موبيليتي ‏ |  |
| |  |

## وصلات خارجية
- سباق الزمن للفرق في بطولة العالم لسباق الدراجات على الطريق 2017 على موقع إحصائيات الدراجات الإحترافية (الإنجليزية)